# Dixieland
Pour les articles homonymes, voir Dixie.
Le dixieland (ou dixie) aussi appelé early jazz, est un genre de jazz développé dans la ville de La Nouvelle-Orléans au début du XXe siècle, et diffusé à Chicago et New York par des groupes de La Nouvelle-Orléans dans les années 1910. Certains classiques jazz de l'époque dixieland, tels que Basin Street Blues et When the Saints Go Marching In, sont également connus par les auditeurs non adeptes de jazz.

## Étymologie

### Appellation géographique
Le mot « dixieland » est l'ensemble formé par les onze états ayant fait sécession en 1861 à savoir la Virginie, le Tennessee, la Caroline du Nord, la Caroline du Sud, la Géorgie, la Floride, l'Alabama, le Mississippi, la Louisiane, l'Arkansas, et le Texas. Les banques centrales de chaque État et la banque fédérale des États-Unis n'existant pas encore, les banques de Louisiane vont alors émettre des billets de dix dollars en version bilingue français-anglais, que les utilisateurs vont appeler familièrement des « dixies ».
Une autre explication serait que le mot Dixie proviendrait de la ligne Mason-Dixon, frontière  entre les états du Nord et les États du Sud dont l'ensemble aurait été nommé « Dixieland ».

### Appellation musicale
Tandis que le terme dixieland reste largement employé, la justesse du terme est hautement débattue dans certains cercles musicaux. Pour certains il s'agit de la dénomination correcte (particulièrement des groupes de la côte ouest américaine ainsi que d'autres influencés par le renouveau des groupes dans les années 1940) tandis que d'autres préféreraient employer le terme classic jazz ou traditional jazz. Certains parmi ces derniers considèrent que « dixieland » est une appellation dénigrante faisant référence aux chansons hokum (en) superficielles jouées sans passion ou compréhension profonde de la musique, voire de son lien originel, déjà évoqué, avec la guerre de Sécession .
Depuis, le terme dixieland qualifie souvent des groupes jouant un style traditionnel. Des musiciens comme Eddie Condon et Muggsy Spanier sont étiquetés sous le label Dixieland.

## Histoire
Le dixieland est un des tous premiers styles de jazz. Il est inventé par les musiciens de Storyville, à La Nouvelle-Orléans. Le nom est une référence à la région du Sud des États-Unis appelée Dixie. C'est une combinaison des fanfares, des quadrilles français, du ragtime, du blues et de l'improvisation collective et polyphonique. Si la taille d'un orchestre n'est pas fixe, il est constitué d'une « première ligne » (front line) de trompette (ou cornet), trombone et clarinette, et une « section rythmique » (rhythm section) composée d'au moins deux de ces instruments : banjo, contrebasse ou tuba, piano et percussions (batterie, planche à laver, etc.).
Le terme « dixieland » se répand après la vente d'un million d'exemplaires du disque de l'Original Dixieland Jass Band en 1917. La musique se joue depuis le début du XXe siècle sans interruption. Louis Armstrong's All-Stars est l'orchestre identifié au dixieland, même si l'influence d'Armstrong se retrouve dans tout le jazz. L'avènement du swing, dans les années 1930, met fin à la carrière de nombreux musiciens de dixieland. Quelques-uns conservent leur popularité, alors que la plupart prirent leur retraite. 
Avec l'arrivée du bebop dans les années 1940, le style précédent d'improvisation collective tomba en désuétude chez la majorité des jeunes musiciens noirs, tandis que dans la génération précédente des musiciens noirs et blancs continuaient à jouer les styles plus anciens. Alors même qu'ils développaient de nouvelles formes, les bebopeurs connaissaient et appréciaient Armstrong et citaient dans leurs improvisations des fragments de ses enregistrements. À la fin des années 1940 et pendant les années 1950, le dixieland connut un second souffle, qui ramena sur le devant de la scène des musiciens qui avaient pris leur retraite (par exemple Kid Ory). Beaucoup de groupes de dixieland de cette période imitaient consciemment les enregistrements des orchestres des décennies précédentes ; d'autres musiciens continuèrent à innover et à composer de nouveaux morceaux. Par exemple, le style nommé « Progressive Dixieland » (ou bien dixie-bop) essayait de combiner la mélodie traditionnelle du dixieland et le rythme bebop (par exemple Steve Lacy).

## Caractéristiques
Le dixieland se caractérise par un musicien solo jouant le thème, ou sa paraphrase ou une variation, tandis que le reste de la « première ligne » improvise autour de cette mélodie. Le son est plus polyphonique que les arrangements très stricts de big band ou que les expositions de thème à l'unisson du bebop.